# Campionati asiatici di badminton 1997
I Campionati asiatici di badminton 1997 si sono svolti a Kuala Lumpur, in Malaysia. È stata la 16ª edizione del torneo, organizzato dalla Badminton Asia.

## Podi
| Evento              | Oro                             | Argento                     | Bronzo                         |
| Singolare maschile  | Sun Jun                         | Hendrawan                   | Ardy Wiranata                  |
| Singolare maschile  | Sun Jun                         | Hendrawan                   | Hermawan Susanto               |
| Singolare femminile | Yao Yan                         | Yu Hua                      | Lidya Djaelawijaya             |
| Singolare femminile | Yao Yan                         | Yu Hua                      | Wu Huimin                      |
| Doppio maschile     | Antonius Ariantho Denny Kantono | Lee Wan Wah Choong Tan Fook | Eng Hian Hermono Yuwono        |
| Doppio maschile     | Antonius Ariantho Denny Kantono | Lee Wan Wah Choong Tan Fook | Chew Choon Eng Lee Chee Leong  |
| Doppio femminile    | Liu Zhong Huang Nanyan          | Liu Lu Qian Hong            | Chen Li-chin Tsai Hui-min      |
| Doppio femminile    | Liu Zhong Huang Nanyan          | Liu Lu Qian Hong            | Cynthia Tuwankotta Etty Tantri |
| Doppio misto        | Zhang Jun Liu Lu                | Yang Ming Qian Hong         | Sandiarto Finarsih             |
| Doppio misto        | Zhang Jun Liu Lu                | Yang Ming Qian Hong         | Wahyu Agung Rosalia Anastasia  |